# Ixodes gregsoni
Ixodes gregsoni är en fästingart som beskrevs av Lindquist, Wu och James H. Redner 1999. Ixodes gregsoni ingår i släktet Ixodes och familjen hårda fästingar. Inga underarter finns listade i Catalogue of Life.